# لیزابه‌سر
لیزابه‌سر (نام علمی: Trachichthyidae) نام یک تیره از راسته سنجاب‌ماهی‌سانان است.